# Montouherkhépeshef (fils de Ramsès II)
Pour les articles homonymes, voir Montouherkhépeshef.
Montouherkhépeshef, ou encore Montouherouenemef,  est un prince d'Égypte et cinquième fils de Ramsès II,.

## Biographie
Compte tenu de son rang parmi les princes, Montouherkhépeshef, dont le nom signifie « Montou est sur son khépesh », est né vers la fin du règne de son grand-père Séthi Ier.
Il est présent au retour triomphal de la bataille de Qadesh et au siège de Dapour, bien que son jeune âge à l'époque rend peu probable toute forme de commandement pendant ces évènements.
Au temple de Louxor, sur une scène militaire, il porte le titre de « premier charrier de Sa Majesté », partageant ce titre avec son frère aîné Parêherouenemef.
Plusieurs documents mentionnent un prince Montouherkhépeshef, mais il pourrait s'agir du fils de Ramsès III qui porte les mêmes titres :
- une statue-cube trouvée à Bubastis dont les inscriptions indiquent à plusieurs reprises ses titres de « premier charrier de Sa Majesté » et « responsable des chevaux du Maître des Deux Terres »/« responsable des chevaux de son père »[4],
- le second est un bloc du Sinaï mentionnant les princes Montouherkhépeshef et Parêherouenemef (bien qu'il puisse là aussi s'agir du fils de Ramsès III) se partageant le titre de « premier charrier de Sa Majesté »[4].

Le titre de prince héritier passe directement de Khâemouaset (4e fils) à Mérenptah (13e fils) vers l'an 55, Montouherkhépeshef étant alors décédé.

## Sépulture
Il a peut-être été enterré dans la tombe KV5, mais l'état de cette dernière ne permet pas d'en être certain.